# مرسوم التوحيد

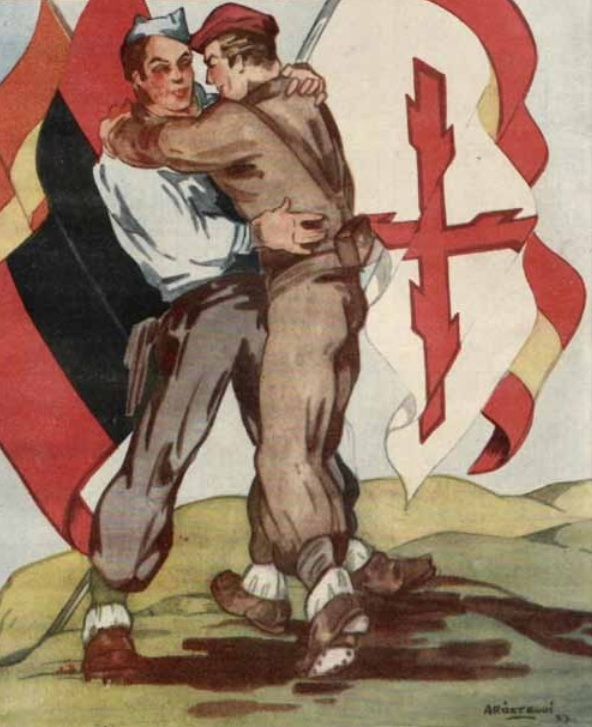
مرسوم التوحيد في رسم دعائي للأطفال 1937

مرسوم التوحيد هو إجراء قانوني أصدره الجنرال فرانكو خلال الحرب الأهلية الإسبانية في 20 أبريل 1937 في سالامانكا، وبواسطته تم دمج الأحزاب السياسية الكتائب الإسبانية لجمعيات الهجوم الوطني النقابي والكارلية تحت قيادته. وإنشاء حزب واحد جديد باسم الكتائب الإسبانية التقليدية والجمعيات الدفاعية النقابية الوطنية (FET and de las JONS). تم منع الأحزاب السياسية المتبقية الموجودة في المنطقة المتمردة. وسبق إصدارها الأحداث التي وقعت في سالامانكا (أو «أزمة سالامانكا») ليلة 16 إلى 17 أبريل، والتي كشفت عن وجود صراع مدفون في السلطة بين الفئات المختلفة المتراكمة في «إسبانيا الفرانكوية».

## البداية
بعد إنشاء المجلس الفني للدولة في أكتوبر 1936، جرت الخطوة التالية في تعزيز قوة كوديلو الجديد للقوات المتمردة في العام التالي بعد فشل الاستيلاء على مدريد (بين نوفمبر 1936 ومارس 1937) ظهرت الحاجة إلى مزيد من الوحدة بين القوى السياسية التي كانت تدعم الانتفاضة. وفي هذا لم يفعل الجنرال فرانكو شيئًا سوى اتباع ما هو دائمًا النموذج السياسي للمتمردين: دكتاتورية بريمو دي ريفيرا. كان لابد من إنشاء حزب واحد من اندماج القوتين اللتين ساهمتا بميليشياتهما في التمرد (الانتفاضة الوطنية، وفقًا للمتمردين) والتي نمت أكثر منذ بداية الحرب: كارلية والفلانخية. أما القوى السياسية الأخرى التي دعمت الانتفاضة، وتم التساهل معها ولكن لم يتم الاعتراف بها، مثل الملكيين في التجديد الإسباني أو كاثوليك سيدا حيث أنهم لم يدعموا عمليًا بالمقاتلين، وبالكاد كان لهم تأثير وتم تهميشهم تمامًا —كما حدث لزعيم CEDA خوسيه ماريا جيل روبليس. وفي أكتوبر 1936 كان هناك حوالي 36000 من الفلانخيين وحوالي 22000 كارليين على الجبهات. ساهمت الفئات الأخرى مثل ألفونسيون أو السيدا بحوالي 6000.
لكن كان لكل من الفلانخيين والكارليين مشاريعهم الخاصة وتطلعاتهم في الدولة الجديدة التي أنشئت في منطقة المتمردين. كان زعيم الكتائب الإسبانية لجمعيات الهجوم الوطني النقابي خوسيه أنطونيو بريمو دي ريفيرا مسجونا في أليكانتي منذ ما قبل بدء الحرب ولتعويض غيابه في 2 سبتمبر 1936، تم تشكيل مجلس قيادة مؤقت في بلد الوليد برئاسة مانويل هيديلا، وهو سياسي ذو مكانة صغيرة - وربما تم تعيينه لهذا السبب بالذات. لم يتمتع بهيبة بريمو دي ريفيرا، وهو مما أدى بسرعة إلى تدهور علاقاته مع دائرة السلطة التي أحاطت بفرانكو. انتقلت الطغمة العسكرية إلى سالامانكا في بداية أكتوبر لتكون بالقرب من مقر قيادة الجنراليسمو العامة الواقع في القصر الأسقفي، وفي 21 نوفمبر انعقد المجلس الوطني الثالث للكتائب هناك، بعد يوم واحد من إعدام زعيمها بريمو دي ريفيرا في أليكانتي بموجب حكم الإعدام الصادر عن المحكمة التي حاكمته - وهي حقيقة كان يعلم بها عدد قليل جدًا من الفلانخيين. «خبر وفاة خوسيه أنطونيو كانت معروفة من خلال صحافة الجمهورية والأجنبية، ولكن لم يكن يعرفها أحد في إسبانيا المتمردة. استخدم فرانكو عبادة الغائب لترك قيادة الحزب فارغة وإدارة الكتائب كآلية للتعبئة السياسية للسكان المدنيين»
أما بالنسبة للطائفة الكارلية التقليدية، فقد حاول زعيمها مانويل فال كوند الحفاظ على استقلالية منظمته وريجيتا، ولكن الخطوة الأولى المهمة التي اتخذها في ديسمبر 1936 - وهي محاولة إنشاء أكاديمية عسكرية ملكية للريجيتا، متمايزة عن الأكاديميات العسكرية بالتالي خارج هيكل الجيش - كان لها رد قاسٍ من الجنراليسيمو فرانكو: إما أن يقدم لمحكمة عسكرية بتهمة الخيانة أو يغادر إسبانيا. فاتخذ الخيار الثاني، وغادر إلى البرتغال، ومن هناك لم يعد حتى صيف العام التالي، بمجرد اكتمال وحدة الكتائب. وبعدها مباشرة، في 20 ديسمبر 1936 أصدر فرانكو مرسوماً بعسكرة المليشيات الكارلية والفلانخية.

## بين الفلانخي والكارليين

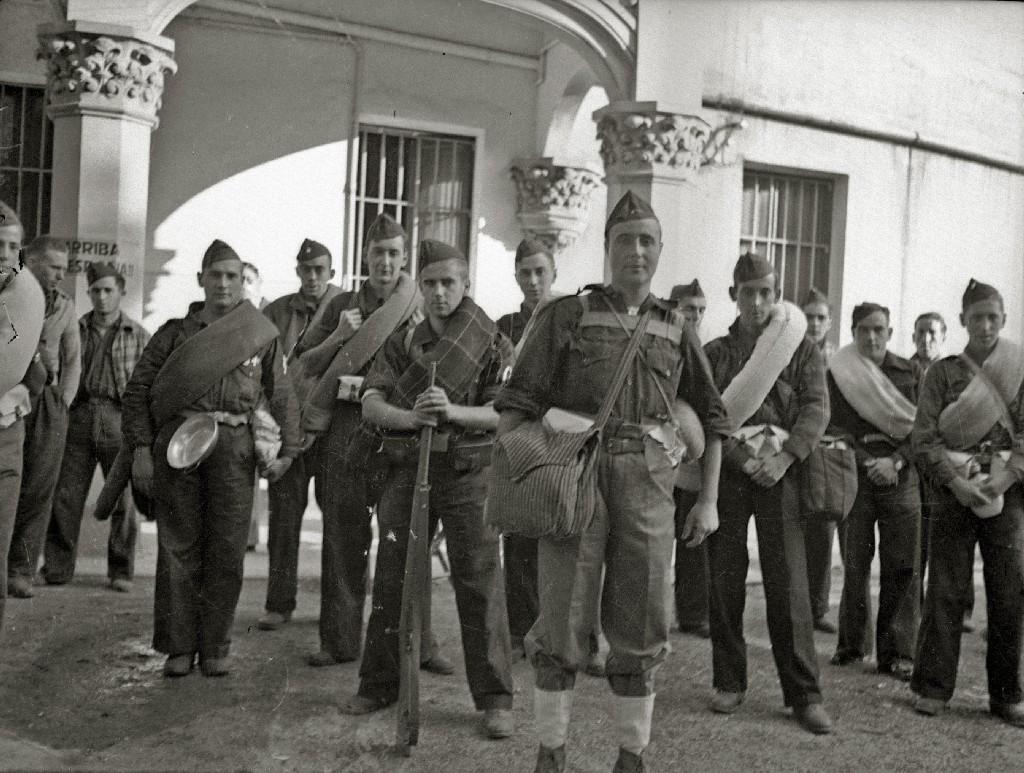
ميليشيا فلانخية

بدا واضحًا بعد أشهر قليلة من اندلاع الحرب الأهلية أن ميزان القوى بين الأحزاب اليمينية قد خضع لتغيير كبير. فأحزاب سيدا والزراعي والتجديد قد تقزمت أمام تنظيم المجتمع التقليدي الكارلي والفلانخي الإسبانية، وهما تنظيمان يمولان حوالي 80٪ من المتطوعين في مليشيات الجبهة القومية. كانت كفاءتهم للتجنيد هو الأمر الذي يهم فرانكو والجيش. في البداية شكل المتطوعون 38٪ من مجموع القوات المتاحة للقوميين في شبه الجزيرة، ومع بدء تنفيذ التجنيد الإجباري في نوفمبر انخفض هذا الرقم إلى 25٪. كانت المجموعتان تنظران إلى نفسيهما بقوة على أنهما أسياد المستقبل لإسبانيا الجديدة. فالكارليون اعتبروا أنفسهم شركاء سياسيين حصريين للجيش كما تم الاتفاق عليه في يوليو 1936؛ لقد رأوا الفصيل القومي بأنه نتاج تحالف كارلي-عسكري في الأساس. بينما رأى الفلانخيون أن ما قام به القوميون هي ثورة نقابية، وأنهم هم القوة السياسية الوحيدة الحية وسط أحزاب قديمة تثير الشفقة وعفا عليهم الزمن. وقد اعتبر كل من الكارليين والفلانخي الإسبانية الجيش -مع أنه يُنظر إليه ببعض الشك على أنه ليبرالي أو رجعي- أداة ضرورية للسيطرة على كل إسبانيا، لكنهم توقعوا أن يكون الجيش سلبيًا سياسيًا وادعى كل منهما الحق الحصري في تحديد المحتوى السياسي للحالة المستقبلية.
كانت القوة السياسية الأكثر ديناميكية هي الفلانخي. وهو حزب من الدرجة الثالثة نشأ في 1933، وعرف عنه بعنف الشوارع وأنه نقطة مهمة للفاشية الإسبانية. وفي جو التطرف السريع لسنة 1936 اجتذب عشرات الآلاف من الشباب، بل وصل إلى مئات الآلاف منهم. مع زعيمهم خوسيه أنطونيو بريمو دي ريفيرا والعديد من النشطاء البارزين الآخرين المحاصرين في المنطقة الجمهورية، وفي سبتمبر 1936 شكل الفلانخي مجلس قيادة مؤقت ويتكون من قادة شباب عديمي الخبرة إلى حد كبير يرأسهم مانويل هيديلا؛ وفي أواخر 1936 قدم الفلانخي حوالي 55٪ من جميع المتطوعين، وتفوق بقوة على الكارليين؛ وبصرف النظر عن سيدا أو مناضلي التجديد السابقين، بدأ أيضًا بعض الجمهوريين اليمينيين في الانضمام إلى الفلانخي من أجل موازنة النظام الملكي الكارلي. ومع أن فرانكو كان بالعادة يرفض طلبات هيديلا، فالسلطة التنفيذية داخل الحزب الفلانخي نفسه منقسمة على أسس شخصية بين أتباع هيديلا وبين ما يسمى بالشرعيين، أصبحوا محبطين بشكل متزايد من الهيمنة العسكرية. وفي بداية 1937 شجعوا هيديلا للمطالبة بهيمنة سياسية كاملة وتقليص السيطرة العسكرية إلى الجيش والبحرية. علاوة على ذلك فقد سعى مجلس قيادة الحزب في يناير بتفاهم سياسي مع الحزب النازي الألماني والحزب الوطني الفاشي الإيطالي وراء ظهر الجيش. واقترحوا بشكل غامض بأن فرانكو زعيم مؤقت [فقط].

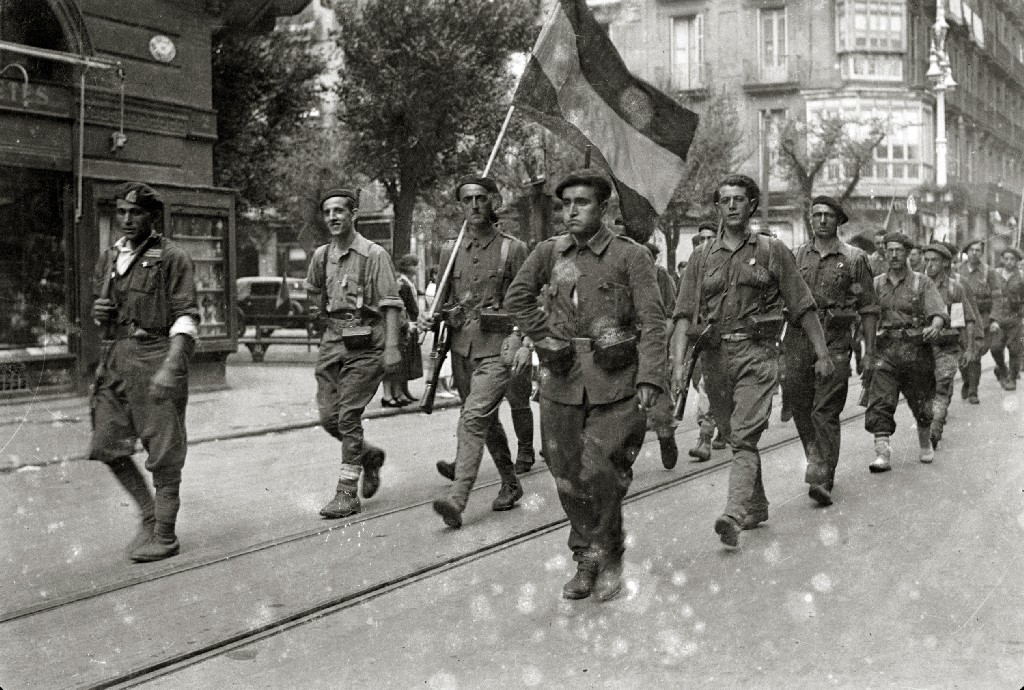
ميليشيا ريجيتا الكارلية في عرض عسكري في سان سيباستيان 1936.

أما الكارلية فإنها في بداية القرن 20 كانت قوة من الدرجة الثانية. واستفادت من التطرف في منتصف الثلاثينيات، وعلى عكس الكتائب التي حظيت بجاذبية كبيرة في عموم إسبانيا، فإن الكارلية نمت في بعض مناطق إسبانيا. وفي أواخر سبتمبر 1936 توفي في فيينا الزعيم الكارلي دون ألفونسو كارلوس وخلفه دون خافيير، الذي التقى مع فرانكو مرتين سنة 1936، ولكن ظل كليهما متشككين للغاية تجاه بعضهما البعض، وإن فضل فرانكو التحدث إلى القائد النافاري ذي الخبرة كوندي روديزنو. وقد حاول الكارليون مثلهم مثل الفلانخ تحقيق أقصى استفادة من الحكم الذاتي الذي تسمح به الإدارة العسكرية. ففي أكتوبر 1936 أولت صحفهم اهتمامًا أكبر لتولي دون خافيير الوصاية على العرش أكثر من تولي فرانكو لقيادة الدولة، وفي نهاية 1936 اهتمت عناوين الصحافة الكارلية بالزعيم المنفي فال كوندي، وكتبت عن فرانكو بملاحظات بخط صغير في أسفل الصفحة. وفي ديسمبر أطلق الكارليون مخططهم النقابي. فبدأوا في 1937 بإظهار تراصهم. ناقش بعض سياسيي CEDA الاندماج معهم، اندمجت معهم أحزاب صغيرة، وفي نافارا كان الكارليون يديرون نوعًا من هيكل الدولة الخاص بهم.

## المفاهيم الأولى للتوحيد السياسي

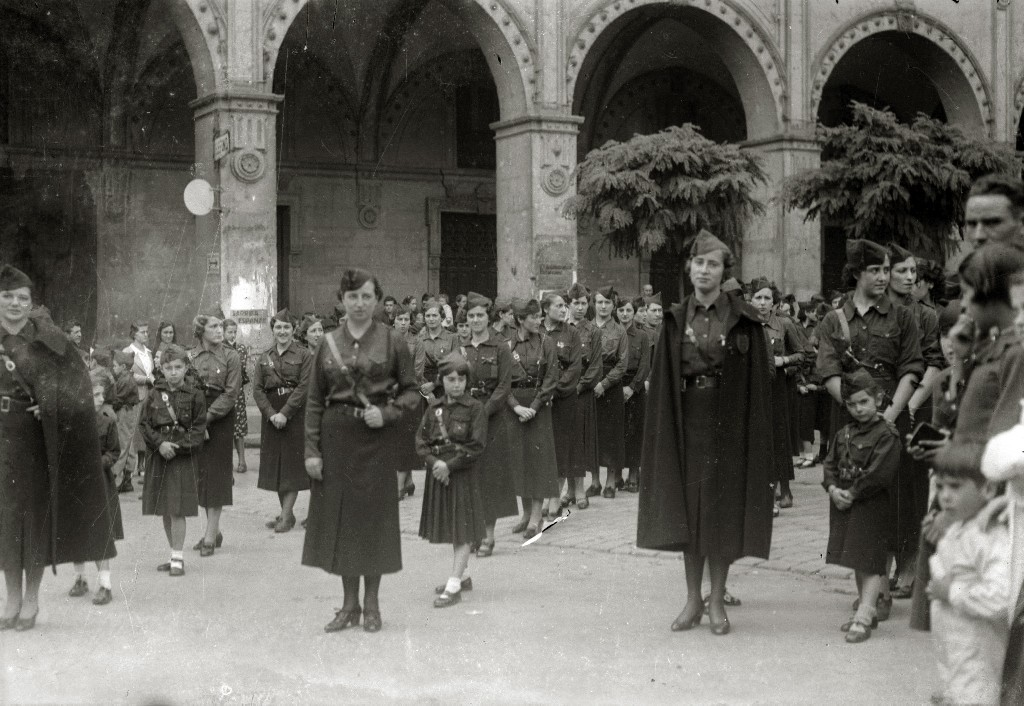
عضوات في الفلانخي قسم النساء.

في ربيع 1937 كان فرانكو ومستشاره السياسي الجديد رامون سيرانو سونير - صهره ونائب في سيدا سابقًا وهرب من المنطقة الجمهورية إلى سالامانكا - قلقين بشأن التوترات المتزايدة بين الملكيين الألفونسين والكارليين والفلانخيين وكاثوليك سيدا. فأضعف طرد فال كوندي إلى البرتغال معنويات العديد من الكارليين. على الرغم من أن فكرة توحيد جميع الحركات السياسية قد أثيرت بالفعل في بعض الدوائر، إلا أنها كانت شاعرية للغاية بحيث لا يمكن أن تكون حقيقية. عارضها هيديلا لمجرد الاحتمال، لكنه في الواقع لم يسيطر على مجموعات الكتائب المختلفة وكان لديه معارضة راديكالية من قادة الكتائب الآخرين مثل أغستين أثنار وسانشو دافيلا.
وقد رأى فرانكو أنه من الضروري تشكيل نظام حكم قوي لمنع «الخطر الشيوعي» من الظهور مرة أخرى في إسبانيا بعد انتهاء الحرب، ولا يمكن القيام بذلك إلا «بعد توحيد جميع القوى الإسبانية، ودمجها في وطنية مثالية واحدة». وفقًا للجنراليسيمو، فهناك ظاهرة سياسية في تجنيد أعضاء الفلانخي والريجيتا، حيث كان الرأي الإسباني مستقطبًا إلى كلا المنظمتين، بحيث أن الكتلة ذات الأهمية اليسارية منضمة إلى الفلانخي، في حين توجه اليمين إلى ريجيتا، والذي سيولد مرة أخرى خلافات أبدية بين اليمين واليسار في إسبانيا، مع ما يترتب على ذلك من صراع طبقي، وكان من الضروري تجنبها لصالح إسبانيا وتحقيق انتصار فعال وإيجابي في الحرب.
وهكذا من مقر فرانكو العام في سالامانكا عزز سيرانو سونير التقارب بين الجماعة التقليدية والفلانخي بهدف الاندماج، لكن الاختلافات الأيديولوجية والسياسية التي فصلتهم كانت شبه مستحيلة - لأنهم هم الذين فصلوا التقليدية عن الفاشية - وكان هناك أيضًا عقبة أخرى غير قابلة للتفاوض: أن الجنرال فرانكو سيكون القائد الأوحد للحزب الوحيد. بعبارة أخرى أن على الحزبين القبول بأن التشكيل السياسي الجديد سيخضع لسلطة شخصية الجنراليسمو وهي قمة السلطة العسكرية والسياسية. لدعم هذه الفكرة تم نشر شعار «وطن، دولة، كاوديلو» من المقر العام في سالامانكا، وهو نسخة من الشعار النازي «ein Volk, ein Reich, ein Führer» («شعب واحد، رايخ واحد، فوهرر واحد»). وأشار بعض المؤلفين إلى ملازمة المهندس لاديسلاو لوبيز باسا كونه أحد منظري إنشاء «الفلانخي والفرانكوية الموحدة».
جرت أولى الاتصالات بين الكارليين والفلانخيين لتنفيذ الاندماج في فبراير 1937 في البرتغال حيث يوجد فال كوندي. وفيها اقترحت الفلانخي استيعاب الجماعة التقليدية، لأنها الحزب الأكبر والأكثر نفوذاً في ما يسمى بالمنطقة القومية مقابل قبول بعض نقاط أيديولوجية الكارلية ومؤسسة ملكية. اقترح الكارليون بدورهم إنشاء حزب جديد كنتيجة للاندماج الذي من شأنه الدفاع عن الملكية التقليدية -تشكيل وصاية على العرش حيث كانت مطالب الكارلي خافيير دي بوربون، الذي عاش في جنوب فرنسا، بمجرد انتهاء الحرب- وقبول مبادئ الكتائب النقابية الوطنية. استمرت الاتصالات في مارس.
كل هذا لم يفشل في خلق توترات داخل كلا الطرفين، مما أدى إلى قضية الفلانخية في أحداث سالامانكا في أبريل 1937، وقتل فيها العديد من الفلانخيين في اشتباكات بين مؤيدي الاندماج والخضوع للقوة العسكرية - بقيادة أغستين أثنار وسانشو دافيلا - ومعارضيه - بقيادة هيديلا.

## مرسوم التوحيد في أبريل 1937

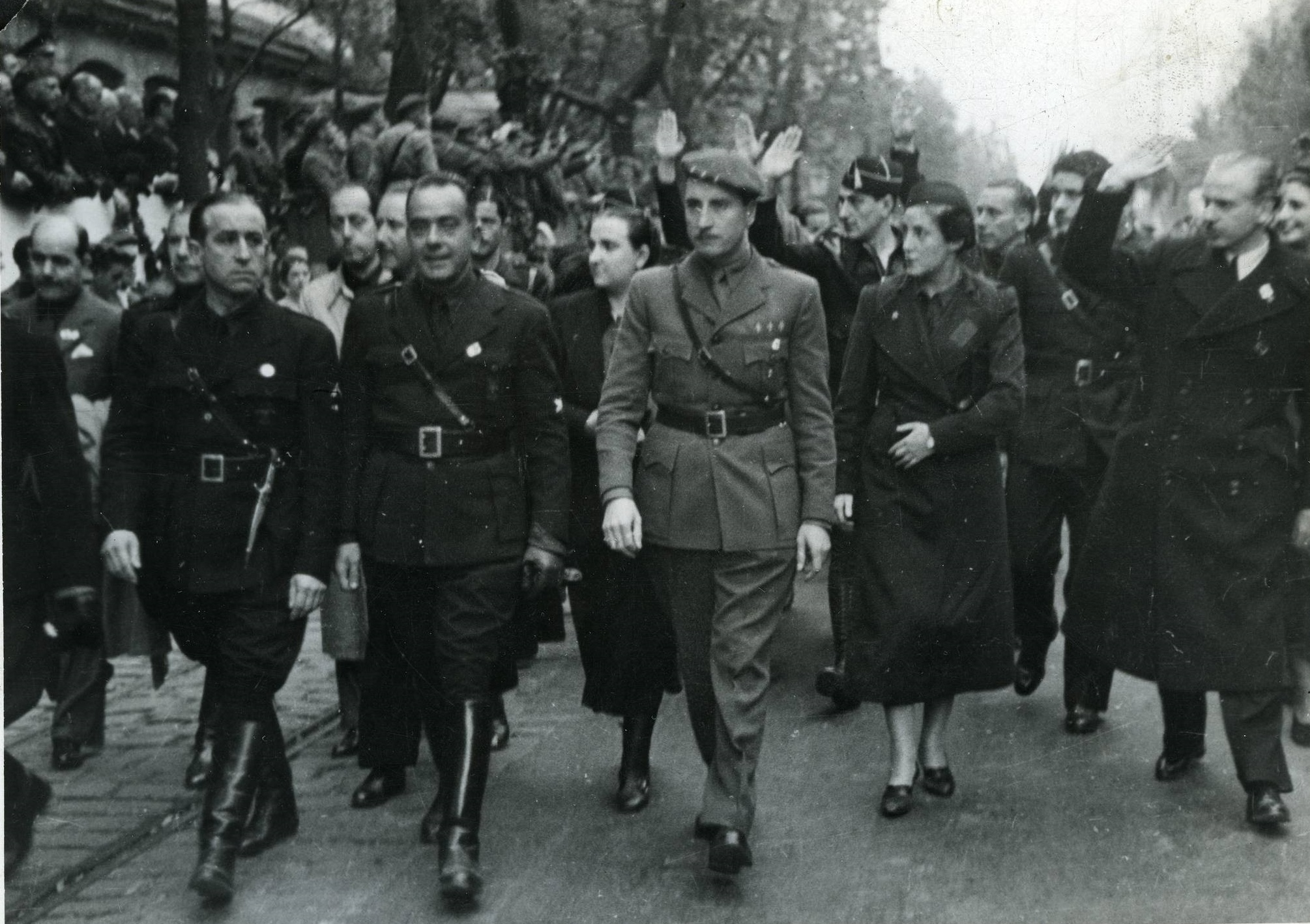
القادة الكارليون والفلانخيون في عرض مشترك.

أخيرًا قرر المكتب العام لفرانكو التصرف. ففي يوم الأحد 18 أبريل عقد الفلانخيون المعارضون للاندماج مجلسًا وطنيًا انتخبوا فيه مانويل هيديلا زعيمًا لهم «حتى عودة خوسي أنطونيو بريمو دي ريفيرا أو رايموندو فرنانديز-كيويستا إلى منصبه»، وهو نفس اليوم الذي أعلن فرانكو في خطاب مهم عن إصداره مرسوم توحيد الكتائب الإسبانية والمجتمع التقليدي، التي أضحت تحت قيادته المباشرة كونه رئيسًا وطنيًا. صاغ الكاتب الكتالوني إيرنيستو خيمينيز كاباييرو مسودة خطاب فرانكو الذي ألقاه أمام ميكروفون راديو ناسيونال من مقره العام.
لم يكتف فرانكو بإبلاغ هيديلا، بل قام باعتقاله بعد أسبوع بعدما رفض الانضمام إلى المجلس السياسي للحزب الجديد كعضو بسيط، واعتقل معه منشقين آخرين من الفلانخي، كما طلب من رؤساء مقاطعاته الامتثال لأوامره الخاصة فقط. بينما أبعد فال كوندي وغيره من الكارليين عن مركز السلطة. فقبل غالبية القادة العسكريين الكبار، مثل مولا وكيبو ديانو هذا الأمر بتردد إلى حد ما، بينما قبلها غالبية المسلحين من المنظمات السياسية مثل القائد الكارلي كونت روديزنو. واستمروا في خدمة القائد الجديد. وقام حزب التجديد الإسباني بحل نفسه بقرار من زعيمها أنطونيو غويكوتشيا، وأوعز خوسيه ماريا جيل روبلز إلى حزبه العمل الشعبي بالالتزام بالمرسوم، على الرغم من أن وضعه السياسي لم يتحسن، لذا بقي في منفاه متجاهلًا النظام الجديد.
أصبح إصدار المرسوم الذي تم بموجبه إنشاء حزب الكتائب الإسبانية التقليدية والجمعيات الدفاعية النقابية الوطنية الأوحد ساري المفعول في 20 أبريل. ويتألف المرسوم من ديباجة طويلة وثلاث مواد تم فيها إنشاء حزب واحد على النمط الفاشي، وأطلق عليه اسم الحركة، ويرأس فرانكو الحزب، وأصبح مفهوما بأنه دعم للدولة ووسيط بينها وبين المجتمع. وتم تشكيلها بأنها الدولة الشمولية الجديدة.
في النظام الأساسي للحزب الواحد المنشور في 4 أغسطس تم التأكيد على أن القائد سيكون مسؤولاً «أمام الله وأمام التاريخ» قبل أي شخص آخر.
حتى لا يكون هناك شك حول موقع السلطة فيما بدا تسميتها فعليًا بالدولة الجديدة، وقد سجن زعيم الفلانخي مانويل هيديلا - مع تردد رفاقه بالانضمام إلى المجلس السياسي للحزب الجديد- وحُكم عليه بالإعدام بسبب «عدم انضباطه والتخريب ضد قيادة وسلطة إسبانيا الوطنية الفريدة التي لا جدال فيها». يجب أن يكون واضحًا للجميع أن وحدة القيادة العسكرية ستكون في المستقبل وحدة قيادة سياسية. اتبع فرانكو نصيحة شقيقة زعيم الفلانخي بيلار بريمو دي ريفيرا وسيرانو سونير والسفير الألماني فون فوبيل بالعفو عن هيديلا. ومع ذلك كان على هيديلا أن يقضي عقوبة السجن في جزر الكناري حتى 1943، ثم حبس في منفاه في بالما حتى 1947.
وقد اعترض الزعيم الكارلي فال كوندي بشدة على المرسوم، فحُكم عليه بالإعدام -الأمر الذي أجبره على البقاء في منفاه في البرتغال-. ولكن في وقت لاحق دعا فرانكو شخصيًا فال كوندي لتشكيل جزء من المجلس الوطني للحزب الجديد في نوفمبر 1937. ولم يقبل فال كوندي العرض وتم سحب العرض في 6 مارس 1938. كونت روديزنو الذي كان التالي في التسلسل الكارلي بعد فال كوندي، فقد تم تعيينه وزير العدل [في الحكومة الأولى للجنرال فرانكو في يناير 1938. من جانبه ندد فال كوندي الذي يطمح إلى العرش الحكم الشمولي الذي سيتولى الدولة الجديدة.

## تداعيات المرسوم
عين فرانكو الأعضاء الخمسين في المجلس الوطني للحزب الجديد في أكتوبر 1937، نصفهم من الفلانخي وربعهم من الكارليين، وخمسة من الملكيين وثمانية ضباط، ومنهم الجنرال كيبو ديانو. لم يكن المجلس الوطني للحزب أكثر من كونه مجرد هيئة استشارية. ويمكن قول الشيء نفسه على الحزب الجديد، الذي تقلص نشاطه إلى ممارسة وحيدة في تنفيذ الدعاية. ويبدو هيكلية ما سمي بالحركة هي دولة موازية، لكنها في الواقع لم تكن أكثر من هيكل بيروقراطي بسيط، غالبًا مثل مكتب توظيف أو خدمات شخصية. ومع ذلك شغل قادة الفلانخي العديد من المناصب الأكثر أهمية في الإدارة والحزب. بالإضافة إلى حقيقة أن نصف أعضاء المجلس الوطني للحزب الجديد كانوا من الفلانخي الإسبانية، وأن السكرتير الجديد المعين في الحزب الأوحد في بداية ديسمبر 1937 من قبل الكوديلو هو رايموندو فرنانديز-كيويستا، وهو أهم شخصية متبقية للفلانخي، وقد وصل بالتو إلى منطقة المتمردين بعد استبدالها بالجمهوري جوستينو دي أزكارات. وكذلك احتل الفلانخي مناصب المفوضين والمندوبين الرئيسية للحزب الجديد: فالقسم النسائي بيد بيلار بريمو دي ريفيرا والمساعدات الاجتماعية لمرسيدس سانز باتشيلر.
قسم من بيلار بريمو دي ريفيرا والمساعدة الاجتماعية من مرسيدس سانز باتشيلر. «لم يُستبعد أي زعيم سابق للفلانخي من توزيع الكعكة، باستثناء بعض المتسللين. كان هناك ديونيسيو ريدريجو وألفونسو غارسيا فالديكاس وخوسيه أنطونيو خيمينيز-أرناو وبيدرو جاميرو ديل كاستيلو وأنطونيو طوبار وجوليان بيمارتين».
أدى مرسوم التوحيد إلى تحييد المنشقين الرئيسيين عن الفلانخي والكارليين وهم أقلية، بحيث ساد الهدوء السياسي إلى منطقة المتمردين، وأزال الصراعات الداخلية بين الفصائل السياسية المختلفة، على عكس ماكان بجري في المنطقة الجمهورية، وسمح ذلك بتركيز الجهود على العمليات العسكرية.